# Archivo de la Universidad de Alcalá
El Archivo de la Universidad de Alcalá (AUAH) es el organismo dependiente de dicha universidad que se encarga de coordinar la gestión documental de la misma, con la misión de gestionar, conservar y difundir el patrimonio documental producido en el ejercicio de sus funciones.

## Sede
Sus dependencias están situadas en el Aulario María de Guzmán, en lo que anteriormente fue la Facultad de Documentación, en el centro de la ciudad.

## Funciones
Su función principal es la de ejercer como archivo central a donde se remite la documentación generada por las diferentes unidades organizativas que componen la Universidad.

## Fondos documentales

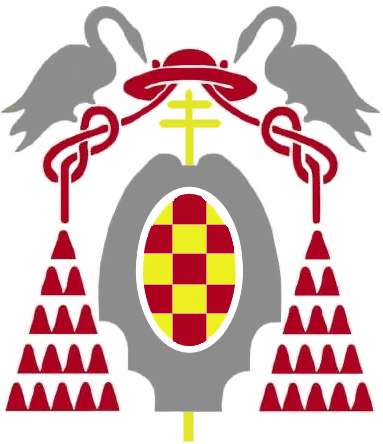
Escudo de la Universidad de Alcalá

La mayor parte de los fondos que conserva son de la universidad alcalaína refundada en 1977, ya que el cierre de la antigua universidad cisneriana en 1836 y el traslado de sus estudios a Madrid también supuso que su antiguo archivo acabase en la capital. Actualmente esa documentación se encuentra en el Archivo Histórico Nacional, sección Universidades. Sin embargo también se conservan algunos documentos de la misma en el actual archivo universitario, que llegaron por adquisición o donación. Además de eso, conserva los fondos de antiguos organismos que se acabaron integrando en la Universidad de Alcalá, como las escuelas de Magisterio y Enfermería de Guadalajara, la Escuela de Profesorado Sagrada Familia de Sigüenza y la Universidad Laboral de la ciudad complutense, y el fondo personal del arquitecto Manuel Barbero Rebolledo.